# アレクサンダー・アーヴィズ
アレクサンダー・A・アーヴィズ（Alexander A. Arvizu, 1958年 – ）は、アメリカ合衆国の外交官。2010年から2014年にかけて駐アルバニア大使を務めた。

## 生い立ち
アーヴィズは日本にあるアメリカ空軍嘉手納基地において、駐在アメリカ人の子として誕生。父親はメキシコのドローレス・イダルゴ出身、母親は日本の京都出身であった。アーヴィズは一家でアメリカに移り、コロラド州コロラドスプリングスで育った。
1980年、彼はジョージタウン大学を卒業し、学士号を取得。彼は日本語、朝鮮語、タイ語、クメール語など、アジアのいくつかの言語を学んだ。

## 政治経歴
アーヴィズは1981年に国務省外交局に入省。彼は国務省内でさまざまな海外任務を歴任し、また国内では東アジア・太平洋地域に関するアメリカの外交政策を扱う部局に所属した。ワシントンD.C.では国務省東アジア・太平洋局の日本部にて副部長を務め、また第二次クリントン政権で国家安全保障会議アジア担当部長を務めた。
海外任務としては、2000年から2003年までカンボジアのプノンペン大使館で首席公使、2004年から2007年までタイ王国のバンコク大使館で首席公使。また大韓民国のソウル大使館および日本の大阪・神戸総領事館への駐在経験もある。アーヴィズは2003年から2004年にかけて、政府上級職員向けリーダーシップ・プログラム「第46回シニアセミナー」を修了した。
タイ王国から帰国後、彼は2007年から2009年まで東アジア・太平洋局で国務次官補代理（日本・朝鮮担当）を務め、地域安全保障を管理。
また彼は人事局にて新人配属部長も務めた。
2010年7月1日、アーヴィズはバラク・オバマ大統領より駐アルバニア大使に任命された。彼は2010年11月10日に大使就任の宣誓を行った。